# Faux Nouvelliste

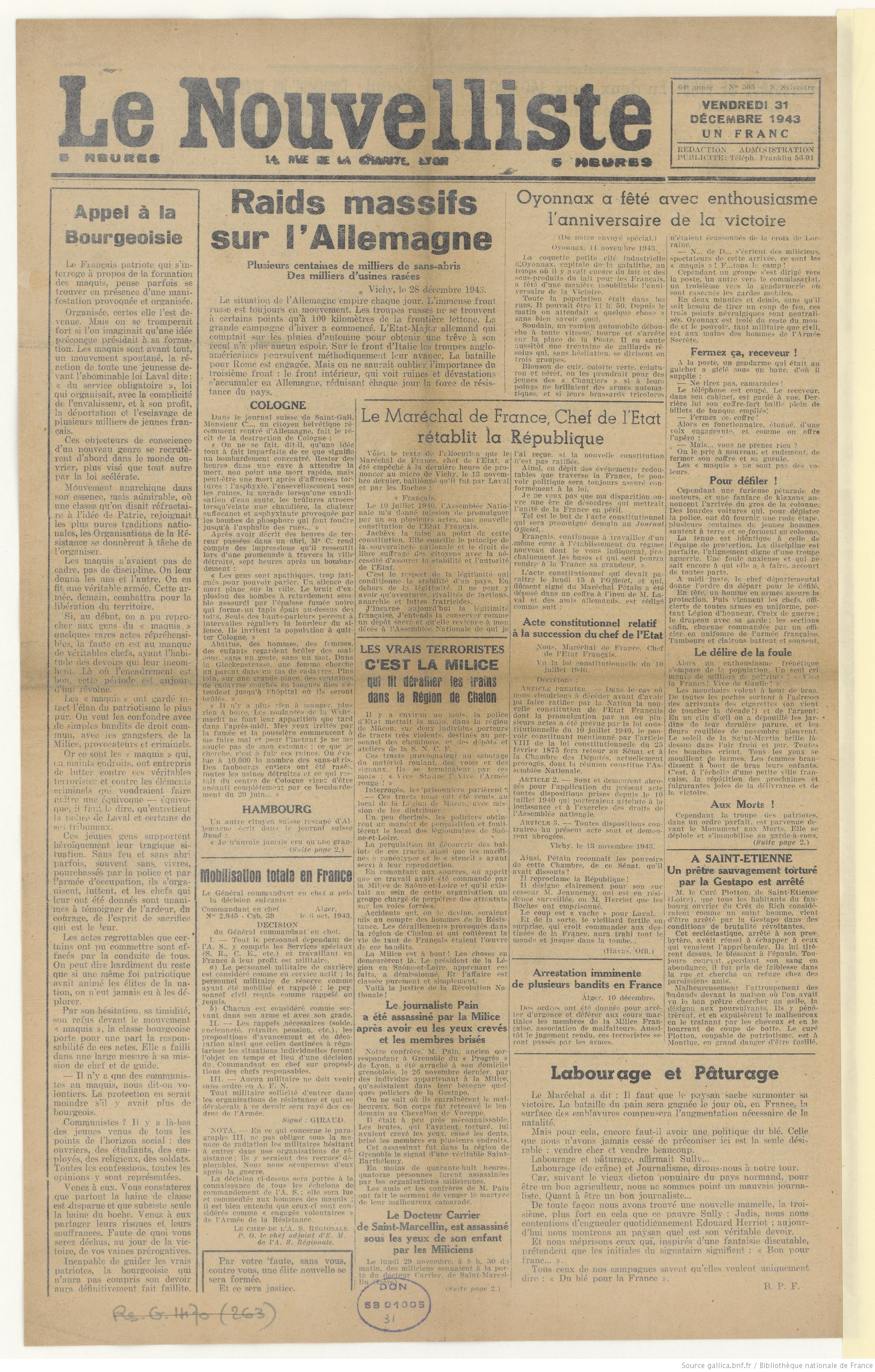
La page 1 du Faux Nouvelliste.

Le faux numéro du Nouvelliste est une opération de propagande et de guerre psychologique menée par les Mouvements unis de la Résistance (MUR) à Lyon le 31 décembre 1943. Cette opération consistait à réaliser et diffuser un faux exemplaire du Nouvelliste, un journal collaborationniste, afin de faire connaître les exploits des maquis, tout en ridiculisant le journal et les autorités.

## Histoire

### Origine

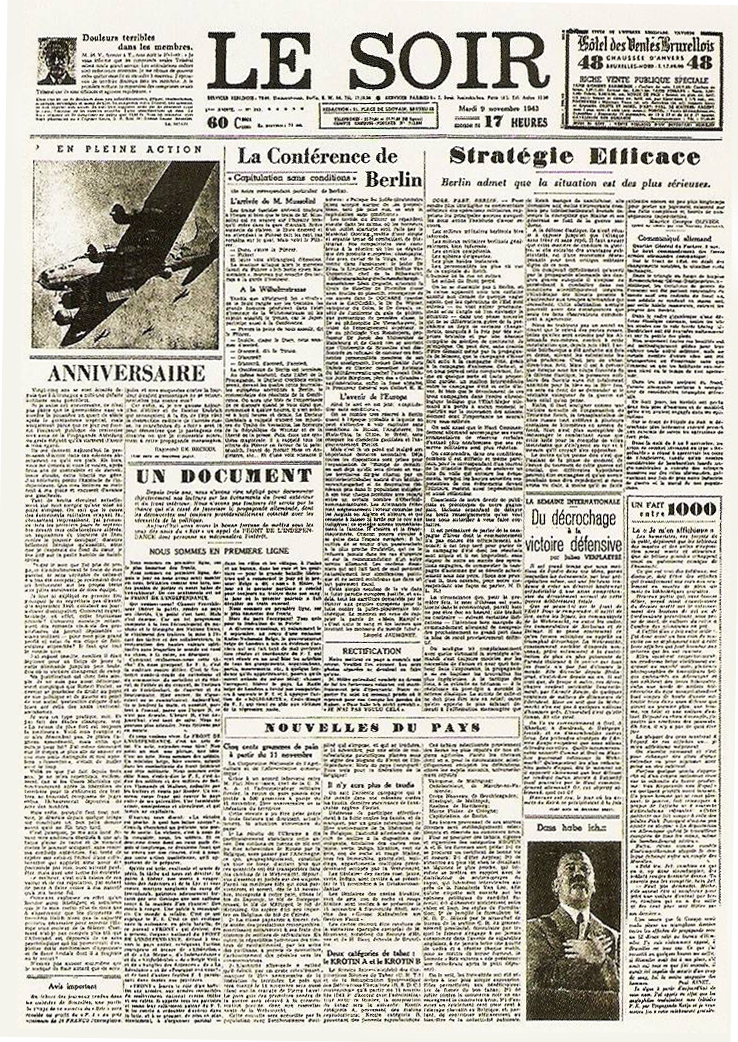
Le Faux Soir du 9 novembre 1943.

L'idée de cette opération est attribuée à Henry Jaboulay, le responsable du service Maquis pour les départements de Saône-et-Loire, de l'Ain et du Jura. C'est le soir du 11 novembre 1943, au retour du défilé des maquis à Oyonnax, qu'il conçoit avec Charles Mohler et Gilbert, adjoints au service régional maquis, l’idée de cette opération, après avoir entendu sur Radio Londres la nouvelle qu’une fausse édition du Soir, un journal bruxellois, venait d’être diffusée dans toute la Belgique.

### Rédaction

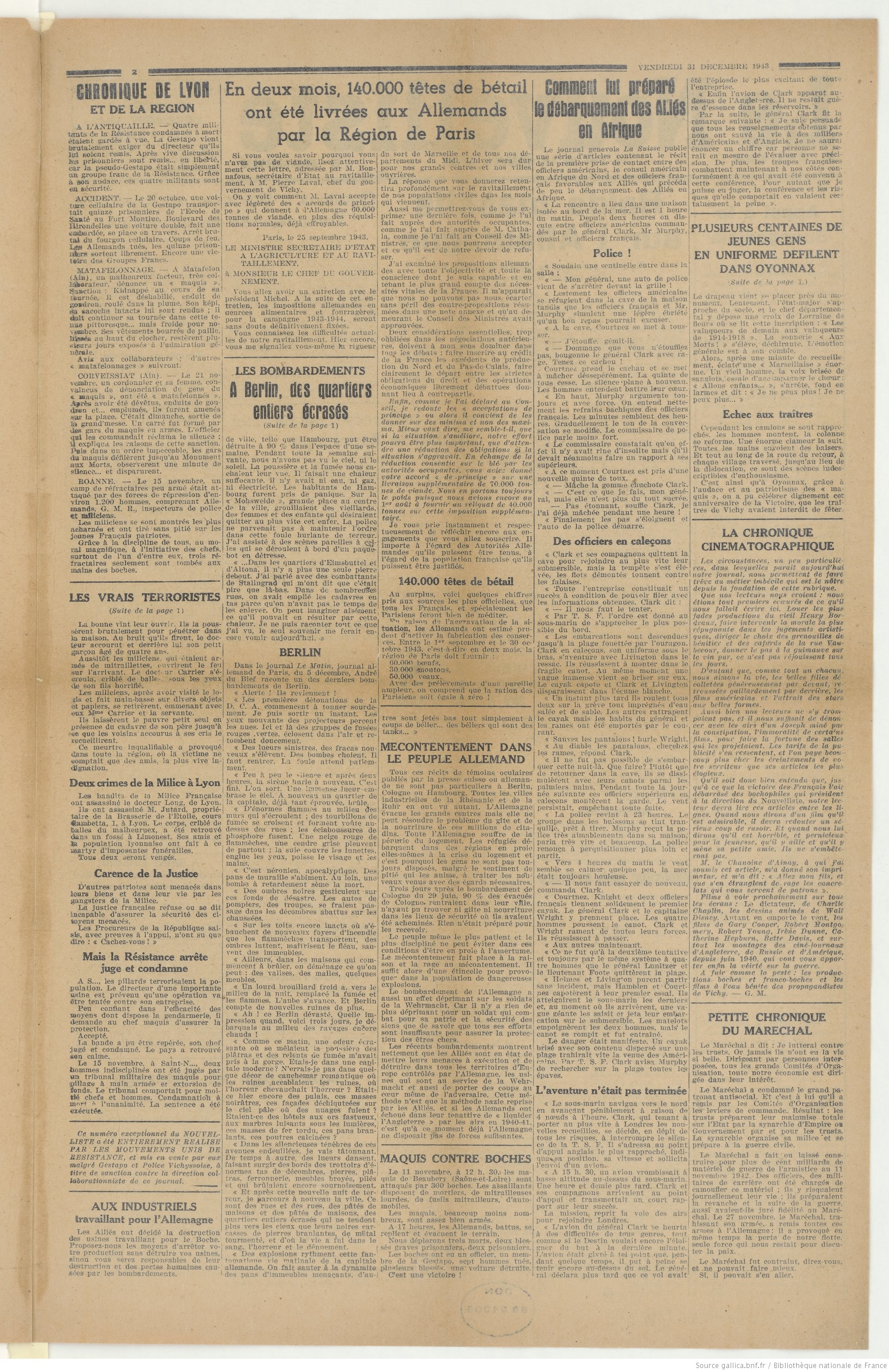
La page 2 du Faux Nouvelliste.

Ont notamment participé à la rédaction du numéro apocryphe et sans signature du Nouvelliste : Marcel Grancher et Pierre Scize, Henry Jaboulay, peut-être Eugène Pons, Yves Farge et Jacques Bergier.

### Fabrication
Par l'intermédiaire de Philippe Bonnet, rédacteur en chef du Paris-Soir lyonnais, auquel il montre un projet des textes à publier, Henry Jaboulay est mis en rapport avec Pierre Scize, qui retouche les textes et complète le journal d'articles de son cru. Le metteur en page habituel de Paris-Soir,  de nationalité suisse, accepta de mettre le travail au point.
Par l'intermédiaire de Pascal, chef de Lyon (arrêté et fusillé), le projet est transmis à Eugène Pons (mort en déportation à Neuengamme), un imprimeur lyonnais résistant qui imprimait des journaux clandestins depuis 1940 dans le quartier des Terreaux (aujourd’hui rue René-Leynaud), notamment Témoignage chrétien et Libertés de François de Menthon.
Afin que la ressemblance soit aussi frappante que possible et du fait que l'imprimeur ne dispose pas de caractères pour imiter le titre, il faut en faire un cliché, opération dangereuse, car demandant encore des complicités. C'est un nommé Vacher, du Progrès, qui exécutera ce cliché (il sera tué plus tard pendant l'attaque de l'imprimerie de la rue Viala). Un tirage de 25 000 exemplaires du journal fut assuré par Vernier (linographie-typographie) et Planchet (conducteur typographe) du samedi au lundi.

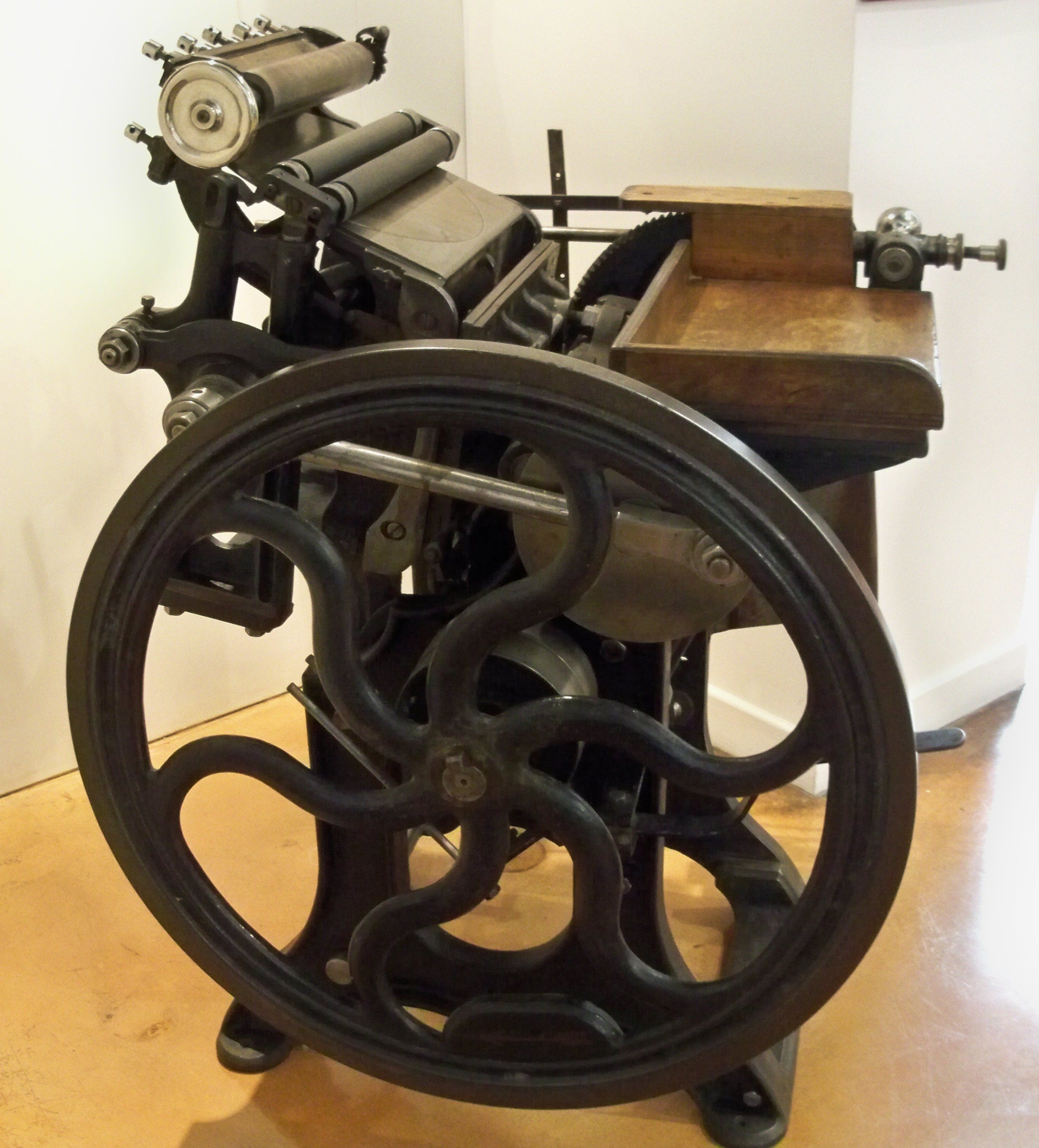
Presse lithographique.

### Distribution
Les groupes francs de Charles Mohler (alias Duvernois) et de Gilbert furent chargés d'assurer la distribution.
Plusieurs moyens furent envisagés pour substituer le faux Nouvelliste au vrai dans les postes de vente de Lyon et de ses environs, dont l'attaque des voitures de livraison Hachette par des Groupes Francs qui assureraient eux-mêmes la distribution, ce qui se révéla irréalisable.
Les suggestions des distributeurs de Paris-Soir apportèrent la solution : quelque temps auparavant, l'administration d'un journal déjà distribué dans les kiosques et chez les vendeurs avait été obligée de faire reprendre les exemplaires et de les remplacer à la suite d'une intervention gouvernementale censurant une partie de ce journal. L'idée est lancée : les vrais numéros seront confisqués au motif de censure et remplacés par la production clandestine,. 
Sur plusieurs jours, l’itinéraire et l’horaire exact des voitures des messageries Hachette, ainsi que le nombre de numéros fournis à chaque kiosque sont relevés discrètement par les résistants. L'opération est prévue pour se dérouler dans un certain nombre de kiosques principaux et de marchands particulièrement importants. Le 29 décembre au soir, la veille de la distribution, toutes les équipes de groupes-francs et toutes les équipes de jeunes des réseaux de propagande-diffusion et des Forces Unies de la Jeunesse furent mobilisés pour cette action. Une équipe prépare les paquets de journaux sur lesquels sont collés la bande « censure » et les charge dans six véhicules arborant des vignettes « Service de Presse ».
À 5 heures du matin, les voitures, chargées chacune de trois résistants, suivent les itinéraires de la distribution. Les hommes investissent les lieux de ventes en annonçant que Le Nouvelliste est censuré par les autorités allemandes et qu’un autre exemplaire doit être vendu à sa place. Certains points de vente sont discrètement protégés, parfois même par des agents en uniforme dévoués à la Résistance. Il faudra attendre 8 heures du matin, quand tout est fini, pour que la police intervienne. 30 000 exemplaires du journal appelant la population lyonnaise à la résistance contre l’Occupant sont déjà distribués. À la poursuite des camionnettes, les policiers ne pensent pas à saisir les numéros encore en vente et qui seront vendus sous le manteau dans la journée.

## Contenu
Le journal publiait la note suivante :
« Ce numéro exceptionnel du Nouvelliste a été entièrement réalisé par les Mouvements unis de la Résistance (MUR) et mis en vente par eux malgré Gestapo et police vichyssoise, à titre de sanction contre la direction collaborationniste de ce journal. »

### Articles

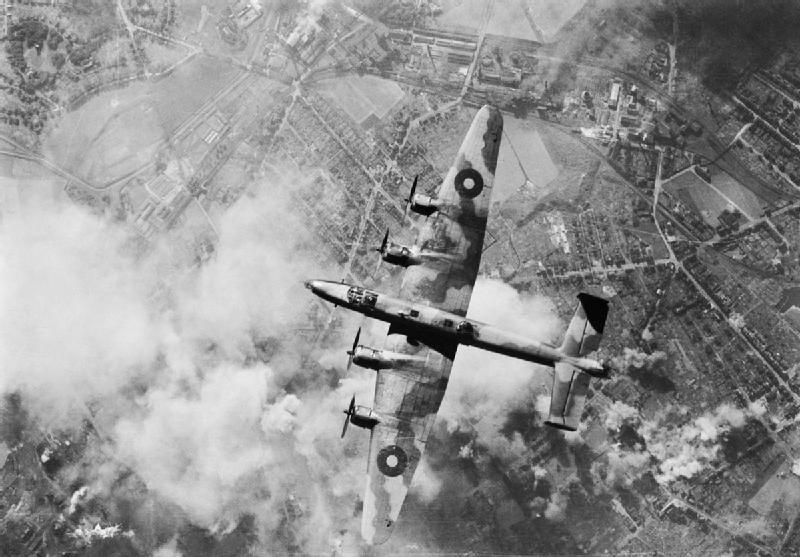
Bombardements sur la Ruhr en octobre 1944.

- « Appel à la bourgeoisie » (à prendre le maquis) »

- « Raids massifs sur l'Allemagne »

- « Oyonnax a fêté avec enthousiasme l'anniversaire de la victoire ! »

- « Les vrais terroristes, c'est la Milice », relatant entre autres la Saint-Barthélemy grenobloise »[8]

- « Le maréchal de France, chef de l'État, rétablit la République » (texte humoristique sur une prétendue allocution de Pétain)

- « En deux mois, 140 000 têtes de bétail ont été livrées aux Allemands par la Région de Paris »

- « Comment fut préparé le débarquement des Alliés en Afrique »

- « Maquis contre Boches »[9]

## Conséquences de l'opération
La police française et la Gestapo, certains que ce journal n'avait pu être réalisé que par des professionnels, perquisitionnèrent Le Nouvelliste et Lyon républicain. Ils ne purent jamais obtenir aucun indice sur les réalisateurs de cette opération.